# Glypta columbiana
Glypta columbiana là một loài tò vò trong họ Ichneumonidae.